# Канарская коалиция
Канарская коалиция (исп. Coalición Canaria, CC) — канарская националистическая партия, основанная в 1993 году в результате объединения нескольких организаций, среди которых были националисты, коммунисты и консерваторы.
Коалиция управляет автономным сообществом Канарские острова без перерыва с 1993 года, с тех пор как сместило прежнее правительство автономии, добившись вынесения ему вотума недоверия. С момента создания главной целью партии состоит в том, чтобы добиться большей автономии в рамках испанского государства. Помимо автономного парламента Канарская коалиция, как правило, имеет большинство во многих муниципалитетах островов, в том числе, в советах Тенерифе, Фуэртевентура и Лансароте. Партия также представлена и на национальном уровне, в Конгрессе депутатов и Сенате, где входит в Объединённую группу (исп. Grupo Mixto), которая создана депутатами от регионалистских партий.

## История
Основателями Канарской коалиции выступили следующие партии:
- Группы независимых Канарских островов (исп. Agrupaciones Independientes de Canarias, AIC; 1985, правый центр)
- Канарская националистическая инициатива (исп. Iniciativa Canaria Nacionalista, ICAN; 1991, левые националисты)
- Ассамблея Махореро (исп. Asamblea Majorera, AM; 1977)
- Канарская националистическая партия (исп. Partido Nacionalista Canario, PNC; 1982, правый центр)
- Независимый канарский центр (исп. Centro Canario Independiente, CCN; 1992, центристы, позднее Канарский националистический центр).

Все эти партии, за исключением Канарской националистической, на момент создания коалиции имели представительство в парламенте Канарских островов. 31 марта 1993 года они вместе добились вынесения вотума недоверия региональному правительству Херонимо Сааведра (ИСРП). 2 апреля новым премьер-министром автономии стал Мануэль Эрмосо, бывший мэр Санта-Крус-де-Тенерифе (1979—1991) и лидер Канарских независимых.
Впоследствии, к коалиции решили присоединиться ещё несколько небольших партий. В 1995 году Канарская коалиция побеждает на региональных выборах, получив 21 из 60 мест в Канарском парламенте. В 1999 году она завоевала 24 места, что до сих пор остаётся её лучшим результатом. На выборах 2003 года коалиция получила 21 место, вновь подтвердив своё лидерство на канарской политической сцене.
В 1996 году Коалицию покинули Группы независимых Фуэртевентуры и Партия независимых Лансароте. В 1998 году из неё вышла Канарская националистическая партия.
28—29 мая 2005 года на III Национальном конгрессе Канарской коалиции, проведённым в Санта-Крус-де-Тенерифе, было решено распустить политические партии, которые сформировали коалицию и преобразовать её в единую партию. Президентом был избран Паулино Риверо. В качестве партийного был флаг из семи зелёных звёзд, исторически используемый канарскими националистами.
С 1993 по 2004 годы Канарская коалиция имела собственную парламентскую группу в Конгрессе депутатов. После серьёзного кризиса на Гран-Канарии в 2005 году группа критически настроенных членов партии на острове, во главе с бывшим премьером автономи Романом Родригесом, создали новую левоцентристскую партию под названием «Новые Канары». Несмотря на раскол всё же удалось достичь соглашения о сотрудничестве, которое позволило создать в Конгрессе единую группу Канарская Коалиция—"Новые Канары". Она действовала до июня 2007 года, когда Роман Родригес перешёл в Объединённую группу. Собственную группу в Сенате удалось сохранить благодаря двум сенаторам-социалистам, которые перешли в группу Канарской коалиции с разрешения руководства ИСРП.
В 2007 году коалицию покинул Канарский националистический центр, решив участвовать в региональных выборах 2007 года отдельно, в то время как Канарская националистическая партия решила вернуться в коалицию.
На региональных выборах 2007 года Канарская коалиция получила 19 мест в парламенте Канарских островов, став третьей партией по количеству голосов после ИСРП и Народной партией. Наибольшего успеха партия добилась на Тенерифе, завоевав 11 мандатов из 24. Зато на Гран-Канарии она потерпела фиаско, взяв всего 1 место вместо прежних 13. Несмотря на это, лидер Канарской коалиции Паулино Риверо вновь возглавил региональное правительство благодаря поддержке депутатов от Народной партии. После этого Коалиция и Народная партия заключили целый ряд пактов во многих муниципальных образованиях островов.
На всеобщих выборах 2008 года Канарская коалиция в союзе с Канарской националистической партией выступила неудачно, потеряв около трети своих голосов и выиграв всего два места в Конгрессе депутатов. Снижение было особенно заметно в провинции Лас-Пальмас, где из-за раскола Коалиция получила голосов 2,4 раза меньше и потерять свой единственный мандат от этого округа. В провинции Санта-Крус-де-Тенерифе её результаты были аналогичны 2004 году. Результаты выборов в Сенат также оказались хуже, партия смогла сохранить лишь одного сенатора, выиграв выборы только на острове Иерро, и проиграв на островах Тенерифе и Ла-Пальма.
В октябре 2008 года в Лас-Пальмасе прошёл IV Национальный конгресс Канарской коалиции. На нём лидером партии стала Клаудина Моралес (исп. Claudina Morales), став первой женщиной, возглавившей политическую партию на Канарских островах. Секретарём был избран Мария дель Мар Хулиос Рейес (исп. María del Mar Julios Reyes) был избран с организации. На этом же конгрессе было решено поддержать предложение молодёжной партийной группы объявить 22 октября Днём канарской нации.
Учтя провал 2008 года, Канарская коалиция решила идти на всеобщие выборы 2011 года вместе с «Новыми Канарами», с тем чтобы в провинции Санта-Крус-де-Тенерифе баллотировались бы представители Коалиции, а в провинции Лас-Пальмас союзники. К коалиции также присоединились Канарская националистическая партия и Канарский националистический центр. Тогда же Центр предложил заключить предвыборное соглашение с Народной партией, но не нашёл понимания у новых союзников. В результате Канарский националистический центр отказался участвовать в выборах вместе с Канарской коалицией и её союзниками. Несмотря на создание предвыборного альянса, итоги выборов оказались неутешительными. Канарская коалиция потеряла мандат на Тенерифе, сумев лишь завоевать одно место на Гран-Канарии. На выборах в Сенат, Коалиция потерпела поражение на Тенерифе, сумев сохранить мандат от Иерро.

## Результаты выборов
Ниже приведены результаты выборов для Канарской коалиции и её союзников в испанский и автономный парламенты, островные и муниципальные советы, а также в Европейский парламент. Данные взяты с сайта Министерства внутренних дел Испании.

### Национальные
Конгресс депутатов (провинциальные округа)
| Год    | Санта-Крус | Лас-Пальмас | Канары  | % Канары | % Испания | Места |
| ------ | ---------- | ----------- | ------- | -------- | --------- | ----- |
| 1993   | 102 913    | 104 164     | 207 077 | 25,58    | 0,88      | 4     |
| 1996   | 110 080    | 110 338     | 220 418 | 25,09    | 0,88      | 4     |
| 2000   | 135 186    | 113 075     | 248 261 | 29,56    | 1,07      | 4     |
| 2004   | 145 801    | 89 420      | 235 221 | 24,33    | 0,91      | 3     |
| 2008 a | 143 526    | 31 103      | 174 629 | 16,82    | 0,68      | 2     |
| 2011 b | 90 358     | 53 192      | 143 550 | 15,46    | 0,59      | 2     |
| 2015   | 59 995     | 21 755      | 81 750  | 8,24     | 0,33      | 1     |
| 2016 c | 60 863     | 17 390      | 78 253  | 8,00     | 0,33      | 1     |

a Совместно с Канарской националистической партией (КНП) и Партией независимых Лансароте

b Совместно с КНП и «Новыми Канарами»

c Совместно с КНП

Сенат (островные округа)
- 1993 — 95 375 (Тенерифе)
- 1996 — 95 270 (Тенерифе), 1 место
- 2000—109 641 (Тенерифе), 4 места
- 2004—238 100 (Тенерифе), 134 607 (Гран-Канария), 9 977 (Фуэртевентура), 20 514 (Ла-Пальма), 3 866 (Гомера), 2 182 (Иерро), всего — 409 246 (24,7 %), 3 места
- 2008 a — 232 885 (Тенерифе), 29 122 (Гран-Канария), 13 357 (Лансароте), 6 701 (Фуэртевентура), 14 456 (Ла-Пальма), 3 796 (Гомера), 2 412 (Иерро), всего — 302 729 (17,6 %), 1 место
- 2011 b — 161 878 (Тенерифе), 75 832 (Гран-Канария), 10 356 (Лансароте), 10 002 (Фуэртевентура), 8 794 (Ла-Пальма), 1 314 (Гомера), 1 806 (Иерро), всего — 262 668 (17,3 %), 1 место
- 2015 c — 2 133 (Иерро), 1 место
- 2016 c — 2 149 (Иерро), 1 место

a Совместно с Канарской националистической партией (КНП) и Партией независимых Лансароте

b Совместно с КНП и «Новыми Канарами»

c Совместно с КНП и Группой независимых Иерро

### Региональные
| Год     | Голоса  | %     | Места    | Позиция |
| ------- | ------- | ----- | -------- | ------- |
| 1995    | 261 424 | 33,18 | 21 из 60 | 1º      |
| 1999    | 306 658 | 37,50 | 24 из 60 | 1º      |
| 2003a   | 301 686 | 33,0  | 21 из 60 | 1º      |
| 2007a/b | 222 905 | 23,69 | 17 из 60 | 3º      |
| 2011c/d | 223 785 | 24,70 | 20 из 60 | 2º      |
| 2015b/e | 164 458 | 17,65 | 16 из 60 | 3º      |

a Совместно с Группой независимых Иерро

b Совместно с Канарской националистической партией (КНП)

c Совместно с КНП и Канарским националистическим центром

d Совместно с Группой независимых Иерро

e Совместно с Группой независимых Иерро

### Островные
Выборы в советы островов (исп. cabildos insulares):
| Год    | Голоса  | %    | Места |
| ------ | ------- | ---- | ----- |
| 1999   | 302 031 | 37,1 | 49    |
| 2003   | 302 602 | 33,5 | 49 a  |
| 2007 b | 218 715 | 24,1 | 40 c  |
| 2011 b | 231 850 | 26,2 | 53 c  |

a Из них 8 советников от Группы независимых Иерро

b Совместно с Канарской националистической партией

c Из них 6 советников от Группы независимых Иерро

### Муниципальные
| Год    | Голоса  | % Канары | % Испания | Места |
| ------ | ------- | -------- | --------- | ----- |
| 1995   | 211 882 | 26,58    | 0,95      | 372   |
| 1999   | 267 773 | 32,25    | 1,26      | 432   |
| 2003   | 283 701 | 30,76    | 1,24      | 458   |
| 2007 a | 232 280 | 25,30    | 0,99      | 439   |
| 2011 b | 202 650 | 22,01    | 0,90      | 391   |
| 2015 c | 150 996 | 16,35    | 0,67      | 300   |

a Совместно с Канарской националистической партией (КНП)

b Совместно с КНП и Канарским националистическим центром

c Совместно с КНП и Группой независимых Иерро

### Европейские
| Год  | Голоса  | %     | Места | Коалиция                                                |
| ---- | ------- | ----- | ----- | ------------------------------------------------------- |
| 1994 | 113 677 | 18,8  | 1     | Националистическая коалиция исп. Coalición Nacionalista |
| 1999 | 276 186 | 33,78 | 1     | Европейская коалиция исп. Coalición Europea             |
| 2004 | 90 619  | 15,8  | 0     | Европейская коалиция исп. Coalición Europea             |
| 2009 | 96 297  | 15,7  | 0     | Коалиция за Европу исп. Coalición por Europa            |
| 2014 | 69 601  | 12,2  | 0     | Коалиция за Европу исп. Coalición por Europa            |